# 紅雲町 (前橋市)
紅雲町（こううんちょう）は、群馬県前橋市の町名。紅雲町一丁目及び紅雲町二丁目が設置されている。郵便番号は371-0025。面積は0.39km2（2011年9月末現在）。

## 地理
前橋市中心市街地西側、利根川東岸の前橋台地上に位置している。
北を国道17号、南を東日本旅客鉄道（JR東日本）両毛線に挟まれた区域であり利根川に架かる群馬大橋・利根橋の東詰にあたる。

### 河川
- 利根川

### 隣接地区
北で大手町、北東の紅雲町二丁目交差点上の一点で本町、東で表町、南で南町、南西の河川上の一点で下石倉町、西で石倉町と接する。

## 歴史
江戸時代頃は「紅雲分」と称しており、前橋藩領だった。

### 年表
- 1889年 一部の紅雲分村を含む30町11大字を合併し東群馬郡前橋町が成立したため、一部は前橋町の大字となる。その他は上川淵村の大字となる。
- 1901年 上川淵村の大字である紅雲分は、前橋市の大字である紅雲分に編入した。
- 1910年 前橋市の大字であった「紅雲分」は「分」を取り払い「紅雲町」となった。
- 1966年一部が表町一丁目となり、紅雲町、石川町、南曲輪町の各一部から紅雲町一丁目、紅雲町、石川町、南曲輪町、前代田町の各一部から紅雲町二丁目が成立。
- 1967年 両毛線以南の住居表示未実施地区（丁目無し、住居表示未実施の区域）が南町一、三丁目となる。同日、丁目無しの紅雲町（住居表示未実施の区域）消滅。
- 1980年 両毛線の高架化事業が起工する。

### 地名の由来
江戸時代の紅雲分村の「分」は、本来ある人の知行を示すのが普通であるため、「紅雲」と号する人の知公が村名になったものと考えられているのだが、記録にはそれらしい人物は見当たらない。

## 世帯数と人口
2017年（平成29年）8月31日現在の世帯数と人口は以下の通りである。
| 丁目         | 世帯数  | 人口    |
| ------------ | ------- | ------- |
| 紅雲町一丁目 | 374世帯 | 686人   |
| 紅雲町二丁目 | 390世帯 | 844人   |
| 計           | 764世帯 | 1,530人 |

## 小・中学校の学区
市立小・中学校に通う場合、学区（校区）は以下の通りとなる。
| 町丁         | 区域 | 小学校             | 中学校             |
| ------------ | ---- | ------------------ | ------------------ |
| 紅雲町一丁目 | 全域 | 前橋市立桃井小学校 | 前橋市立第一中学校 |
| 紅雲町二丁目 | 全域 | 前橋市立桃井小学校 | 前橋市立第一中学校 |

## 交通

### 鉄道
南辺に沿った南町にJR東日本両毛線が通るが駅は設置されていない。最寄駅は東側の両毛線前橋駅になる。

### 道路
- 国道17号
- 群馬県道109号石倉前橋停車場線

## 施設

### 一丁目
- 群馬県紅雲町庁舎
- 群馬中央総合病院
- 群馬社会保険介護老人保健施設サンビューぐんま
- 前橋市薬剤師会館
- 長昌寺 - 曹洞宗の仏教寺院。
  - 長昌寺保育園

### 二丁目
- 群馬県立前橋女子高等学校
- 前橋紅雲町郵便局
- 是字寺龍海院 - 曹洞宗の仏教寺院。愛知県岡崎市明大寺町にある岡崎是字寺龍海院の別院。
- 厳島神社